# Cúmul de quàsars

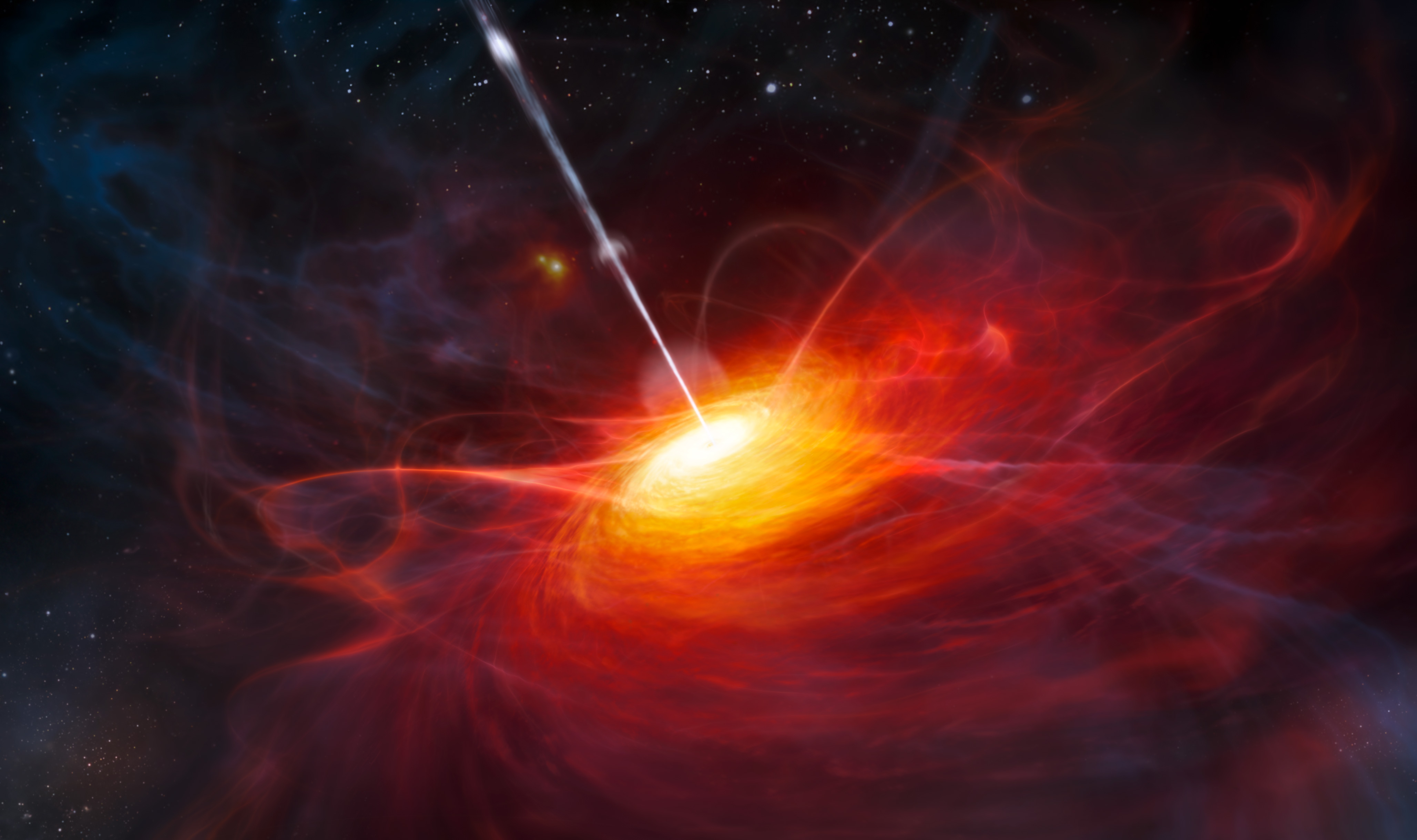
Dibuix artístic d'un quàsar alimentat per un forat negre de dues vegades la massa del sol

Un cúmul de quàsars o (LQG, acrònim de l'anglès large quasar group) és un conjunt de quàsars (una forma de nuclis galàctics actius alimentats per forats negres supermassius) que formen el que hom pensa que constituirien les estructures astronòmiques més grans de l'univers conegut. Els cúmuls de quàsars hom pensa que són els precursors dels filaments i barreres de galàxies que s'hi troben en l'univers proper.

## Cúmuls de quàsars destacats
L'11 de gener de 2013, s'anuncià el descobriment del Huge-LQG com l'estructura coneguda més gran de l'univers en aquell moment. Està formada per setanta-tres quàsars, amb un diàmetre mínim de 1.400 milions d'anys llum, però amb una amplada de prop de 4.000 milions d'anys llum en el punt més ample. Segons els investigadors, l'existència d'estructures de la magnitud d'un gran cúmul de quàsars es considerava teòricament impossible. Es pensava que les estructures còsmiques tenien un límit de grandària d'aproximadament 1.200 milions d'anys llum, conegut com a fi de la grandesa.

## Llista de cúmul de quàsars
| Cúmul de quàsars                                                              | dades | Distància mitjana | Dimensió                                                  | Núm. de quàsars | Notes |
| ----------------------------------------------------------------------------- | ----- | ----------------- | --------------------------------------------------------- | --------------- | --- |
| Webster LQG (LQG 1)                                                           | 1982  | z=0.37            | 100 Mpc                                                   | 5               | Primer cúmul de quàsars descobert. Quan es va descobrir, es considerà com l'estructura més gran coneguda. |
| Crampton–Cowley–Hartwick LQG (LQG 2, CCH LQG, Komberg-Kravtsov-Lukash LQG 10) | 1987  | z=1.11            | 60 Mpc                                                    | 28              | Segon cúmul de quàsars descobert |
| Clowes–Campusano LQG (U1.28, CCLQG, LQG 3)                                    | 1991  | z=1.28            | - longest dimension: 630 Mpc                              | 34              | Tercer cúmul de quàsars descobert |
|                                                                               | 1995  | z=1.9             | 120 Mpc/h                                                 | 10              | Descobert per Graham, Clowes, Campusano. |
|                                                                               | 1995  | z=0.19            | 60 Mpc/h                                                  | 7               | Descobert per Graham, Clowes, Campusano; es tracta d'una agrupació de 7 galàxies de Seyfert. |
| Komberg–Kravtsov–Lukash LQG 1                                                 | 1996  | z=0.6             | R=96 Mpc/h                                                | 12              | Descobert per Komberg, Kravtsov, Lukash. |
| Komberg–Kravtsov–Lukash LQG 2                                                 | 1996  | z=0.6             | R=111 Mpc/h                                               | 12              | Descobert per Komberg, Kravtsov, Lukash. |
| Komberg–Kravtsov–Lukash LQG 3                                                 | 1996  | z=1.3             | R=123 Mpc/h                                               | 14              | Descobert per Komberg, Kravtsov, Lukash. |
| Komberg–Kravtsov–Lukash LQG 4                                                 | 1996  | z=1.9             | R=104 Mpc/h                                               | 14              | Descobert per Komberg, Kravtsov, Lukash. |
| Komberg–Kravtsov–Lukash LQG 5                                                 | 1996  | z=1.7             | R=146 Mpc/h                                               | 13              | Descobert per Komberg, Kravtsov, Lukash. |
| Komberg–Kravtsov–Lukash LQG 6                                                 | 1996  | z=1.5             | R=94 Mpc/h                                                | 10              | Descobert per Komberg, Kravtsov, Lukash. |
| Komberg–Kravtsov–Lukash LQG 7                                                 | 1996  | z=1.9             | R=92 Mpc/h                                                | 10              | Descobert per Komberg, Kravtsov, Lukash. |
| Komberg–Kravtsov–Lukash LQG 8                                                 | 1996  | z=2.1             | R=104 Mpc/h                                               | 12              | Descobert per Komberg, Kravtsov, Lukash. |
| Komberg–Kravtsov–Lukash LQG 9                                                 | 1996  | z=1.9             | R=66 Mpc/h                                                | 18              | Descobert per Komberg, Kravtsov, Lukash. |
| Komberg–Kravtsov–Lukash LQG 11                                                | 1996  | z=0.7             | R=157 Mpc/h                                               | 11              | Descobert per Komberg, Kravtsov, Lukash. |
| Komberg–Kravtsov–Lukash LQG 12                                                | 1996  | z=1.2             | R=155 Mpc/h                                               | 14              | Descobert per Komberg, Kravtsov, Lukash. |
| Newman LQG (U1.54)                                                            | 1998  | z=1.54            | 150 Mpc/h                                                 | 21              | Descobert per P.R. Newman et al. Aquesta estructura és paral·lela a CCLQG, amb el seu descobriment, se suggereix que l'estructura cel·lular de les làmines i buits ja existia en aquesta era, com es trobà més tard en bombolles de buit i barreres de galàxies, |
| Tesch–Engels LQG                                                              | 2000  | z=0.27            | 140 Mpc/h                                                 | 7               | El primer cúmul de quàsars de raigs X. |
| U1.11                                                                         | 2011  | z=1.11            | - dimensió major: 780 Mpc                                 | 38              | [ 5 ] [ 8 ] |
| Huge-LQG (U1.27)                                                              | 2013  | z=1.27            | - mida característica: 500 Mpc - dimensió major: 1240 Mpc | 73              | L'estructura més gran coneguda en l'univers observable fins al descobriment de la Gran Barrera d'Hèrcules-Corona Boreal un any després. |